# スクエアビル
スクエアビル（六本木スクエアビル）は、かつて東京都港区六本木に存在した雑居ビル。

## 概要

### ディスコブームの牽引者
六本木交差点から徒歩2分ほどの六本木の中心部に位置する地下2階、地上10階建ての雑居ビルである。1970年代後半から1990年代前半にかけての数度にわたるディスコブームの最中においては、1階のゲームセンターと4階を除く殆どのフロアがディスコになったこともあり、まさにディスコブームを象徴するとともに、当時の六本木のランドマーク的な存在のビルであった。

### 夜のランドマーク
中でもNASAグループの「ネペンタ」や「ギゼ」、伝説的な存在となった六本木「キサナドゥ」、六本木「エリア」の前身である日拓系列の「マジック」などのブームを代表するディスコとともに、その2台のガラス張りのエレベーターが有名であり、夜の六本木を代表するランドマークの1つであったが、1990年代前半のバブル景気の崩壊とそれに伴うディスコブームの終焉とともに、これらのディスコの多くは閉店した。

### その後
1990年代中盤以降はもつ鍋屋やカラオケ屋などがその多くを占め、さらに2000年代に入るとクラブ・サパークラブがその多くを占めるようになった。その後老朽化に伴う再開発計画が持ち上がり、2007年に取り壊されることになり営業停止、閉鎖した。
跡地は駐車場を経て、2017年10月10日に相鉄フレッサイン東京六本木が開業。

## 営業していた主なディスコ
- R?hall
- ネペンタ Nepenta
- ギゼ GIZA
- バズ BUZZ
- BIO
- キサナドゥ
- VENUS
- マジック Magic
- ビンゴバンゴボンゴ BINGO BANGO BONGO[1]
- ジャバジャイブ  Java-Jive
- KISS RADIO
- スタジオワン  Studio One
- レオパードCAT  Leopard Cat
- チャクラマンダラ  Chakras Mandala
- サンバクラブ Samba Club
- キャステル Castel
- 玉椿 Tsubaki Ball
- フーフー fou-fou
- キワニス
- サーカス The Circus